# Statut de Rhuddlan
Pour les articles homonymes, voir Rhuddlan (homonymie).

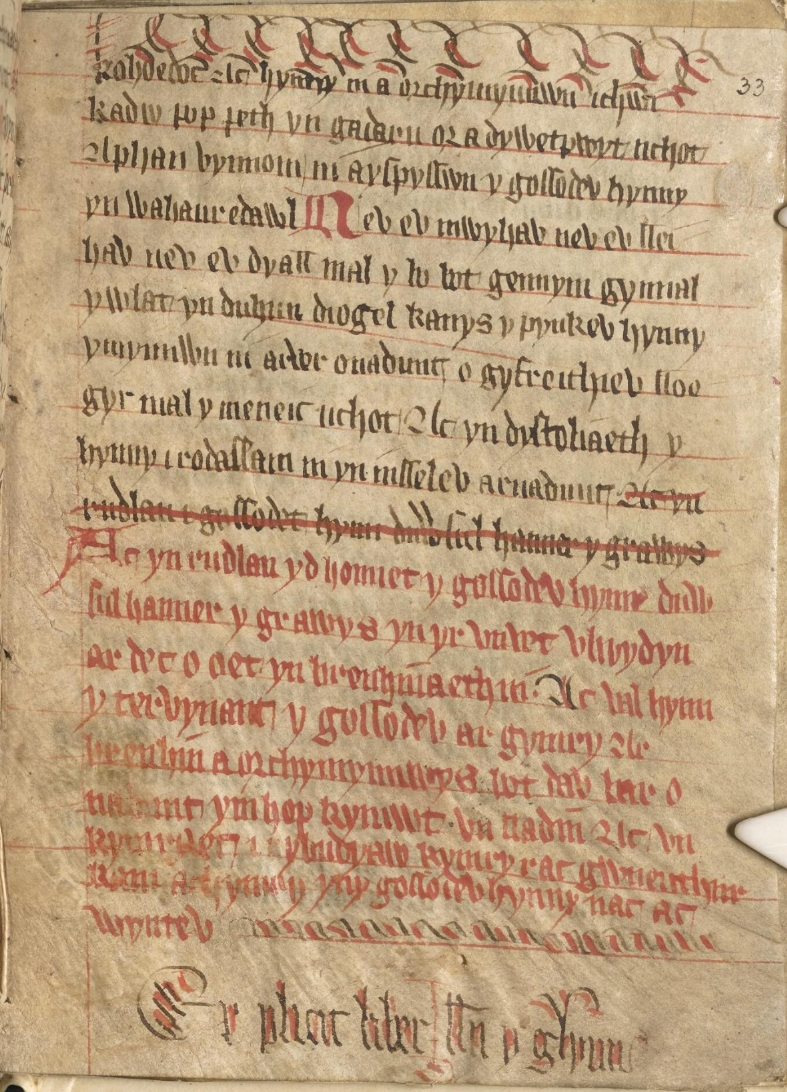
Une partie du texte du statut de Rhuddlan dans un manuscrit du XVe siècle.

Le statut de Rhuddlan (en anglais Statute of Rhuddlan) fut promulgué le 19 mars 1284 après l'achèvement de la conquête du pays de Galles par le roi anglais Édouard Ier. Il fut signé au château de Rhuddlan dans le Nord du pays de Galles, une des forteresses constituant l'« anneau de fer » (iron ring) construit par Édouard Ier lors de sa campagne contre les Gallois.
Le statut de Rhuddlan divise l'ancien royaume du roi gallois Llywelyn le Dernier, mort en 1282, en cinq comtés : Anglesey, Merionethshire, Caernarfonshire, Denbighshire et Flintshire. Ces cinq comtés forment la principauté de Galles, fief personnel du roi d'Angleterre. En 1301, Édouard Ier nomme son fils, le futur Édouard II, prince de Galles. Le titre est resté pour désigner l'héritier du trône britannique.
Le statut introduit dans le système juridique gallois des éléments de la common law anglaise et autorise le roi à nommer des fonctionnaires royaux : shérifs, coroners et baillis pour collecter les impôts et rendre la justice.
Certaines coutumes galloise demeurent en vigueur, comme celles relatives à la succession, et les seigneurs des Marches galloises conservent une grande partie de l'indépendance dont ils jouissaient avant la conquête.
Le statut de Rhuddlan est resté en vigueur jusqu'à l'annexion juridique complète du pays de Galles par l'Angleterre au XVIe siècle avec les Laws in Wales Acts.

## Sources
- (en) Cet article est partiellement ou en totalité issu de l’article de Wikipédia en anglais intitulé « Statute of Rhuddlan » (voir la liste des auteurs).